# Rob Levin
Rob Levin, pseud. lilo (ur. 16 grudnia 1955, zm. 16 września 2006) – amerykański programista, założyciel internetowej sieci IRC freenode i właściciel PDPC.
Zmarł w wyniku obrażeń głowy odniesionych podczas zderzenia jego roweru z samochodem w Houston 12 września 2006. Prawdopodobnie jedną z przyczyn jego śmierci był fakt, iż podczas jazdy nie miał założonego kasku.
Zmarł, pozostawiając żonę Debbie i syna Benjamina.